# Astragalus curvicarpus
Astragalus curvicarpus är en ärtväxtart som först beskrevs av Edmund Perry Sheldon, och fick sitt nu gällande namn av James Francis Macbride. Astragalus curvicarpus ingår i släktet vedlar, och familjen ärtväxter.

## Underarter
Arten delas in i följande underarter:
- A. c. brachycodon
- A. c. curvicarpus
- A. c. subglaber

## Bildgalleri

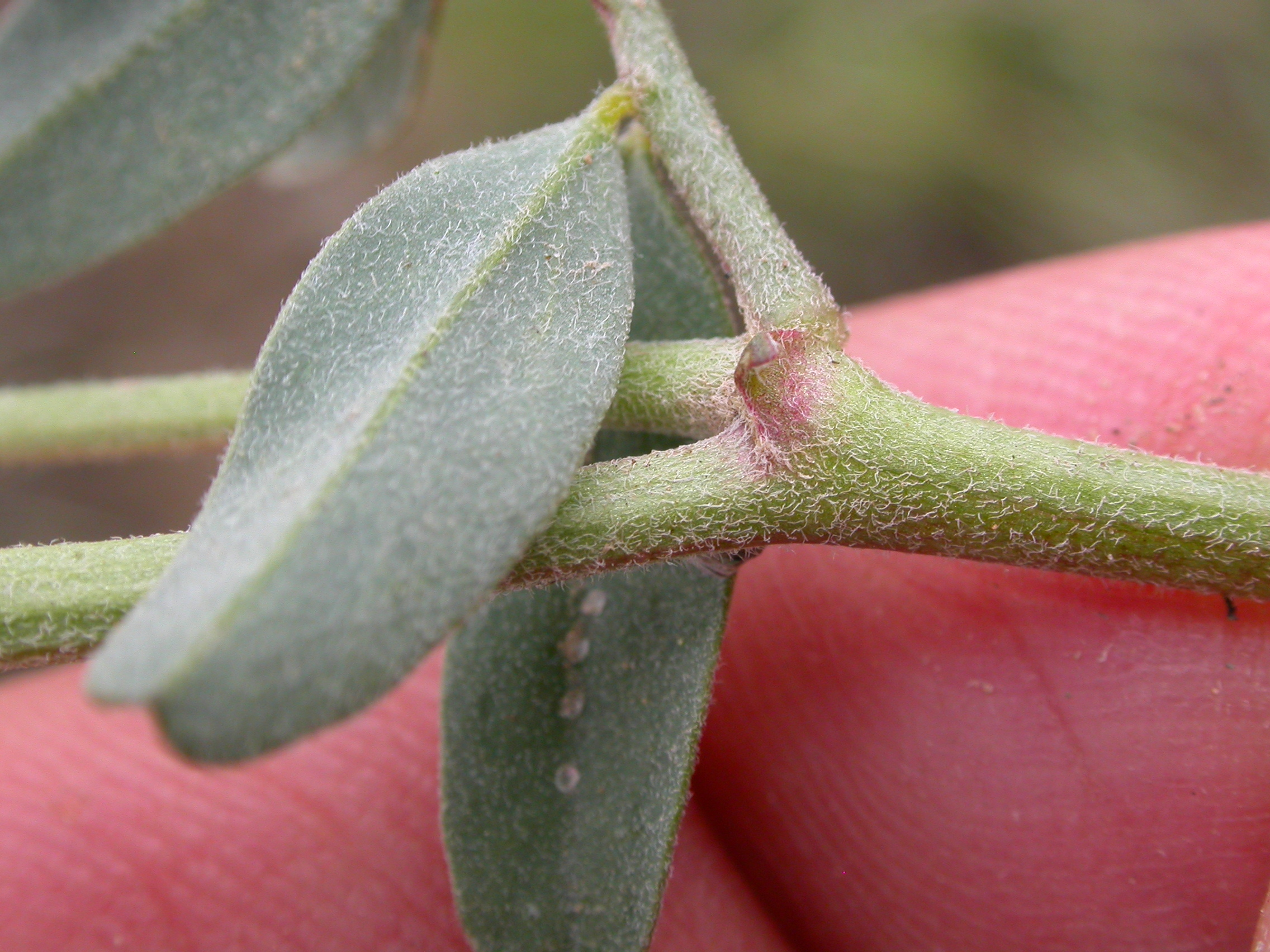
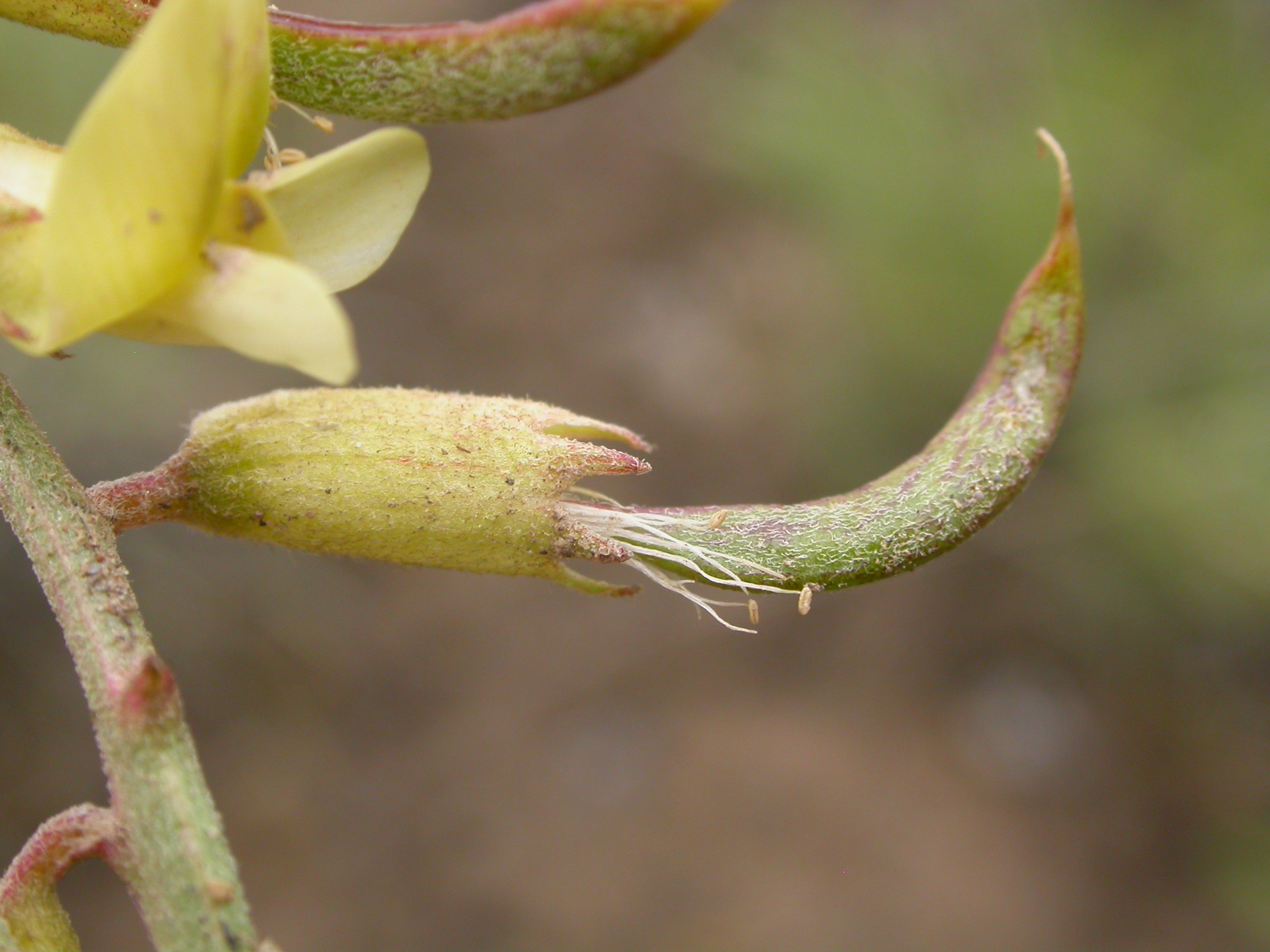
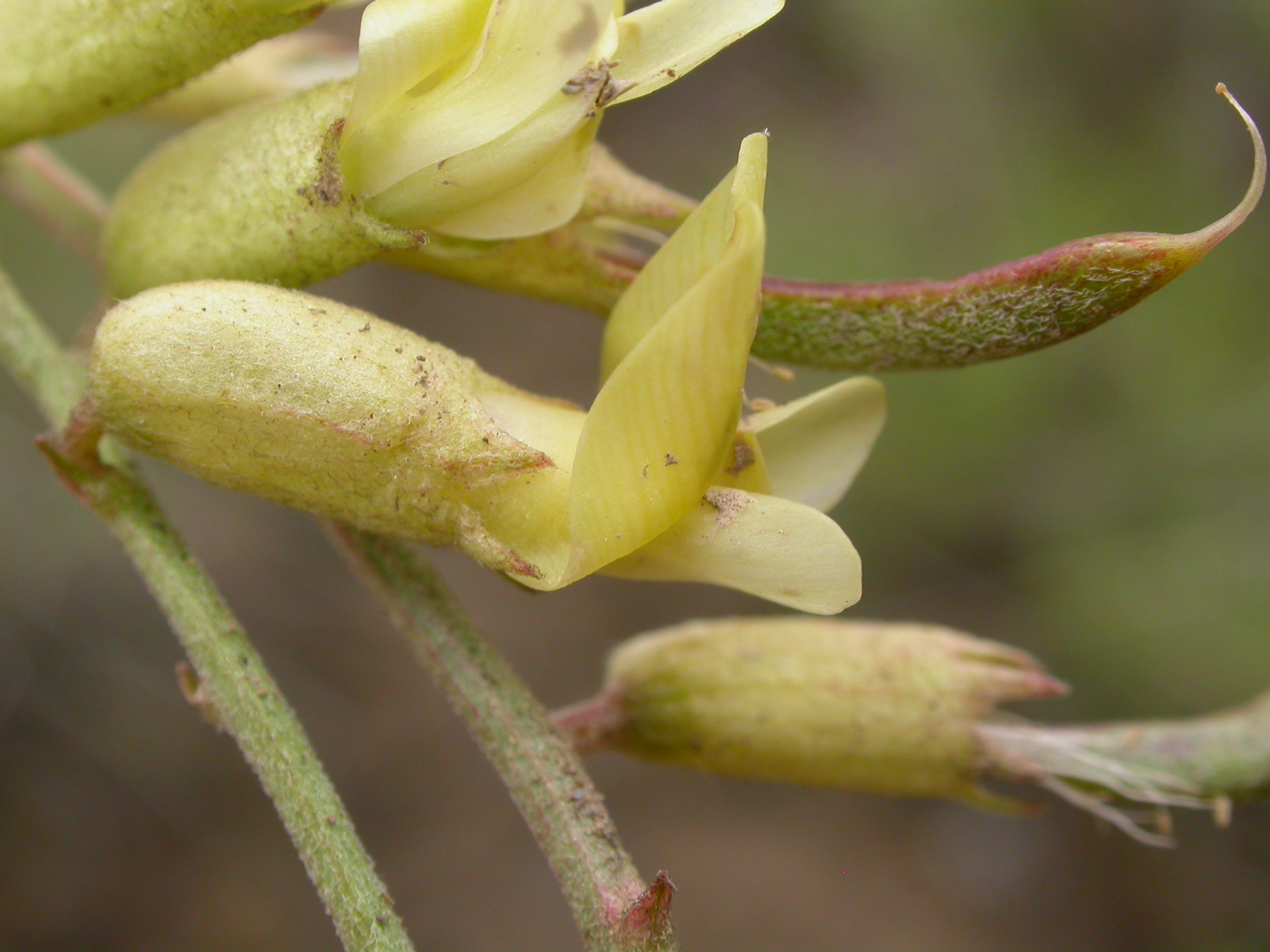
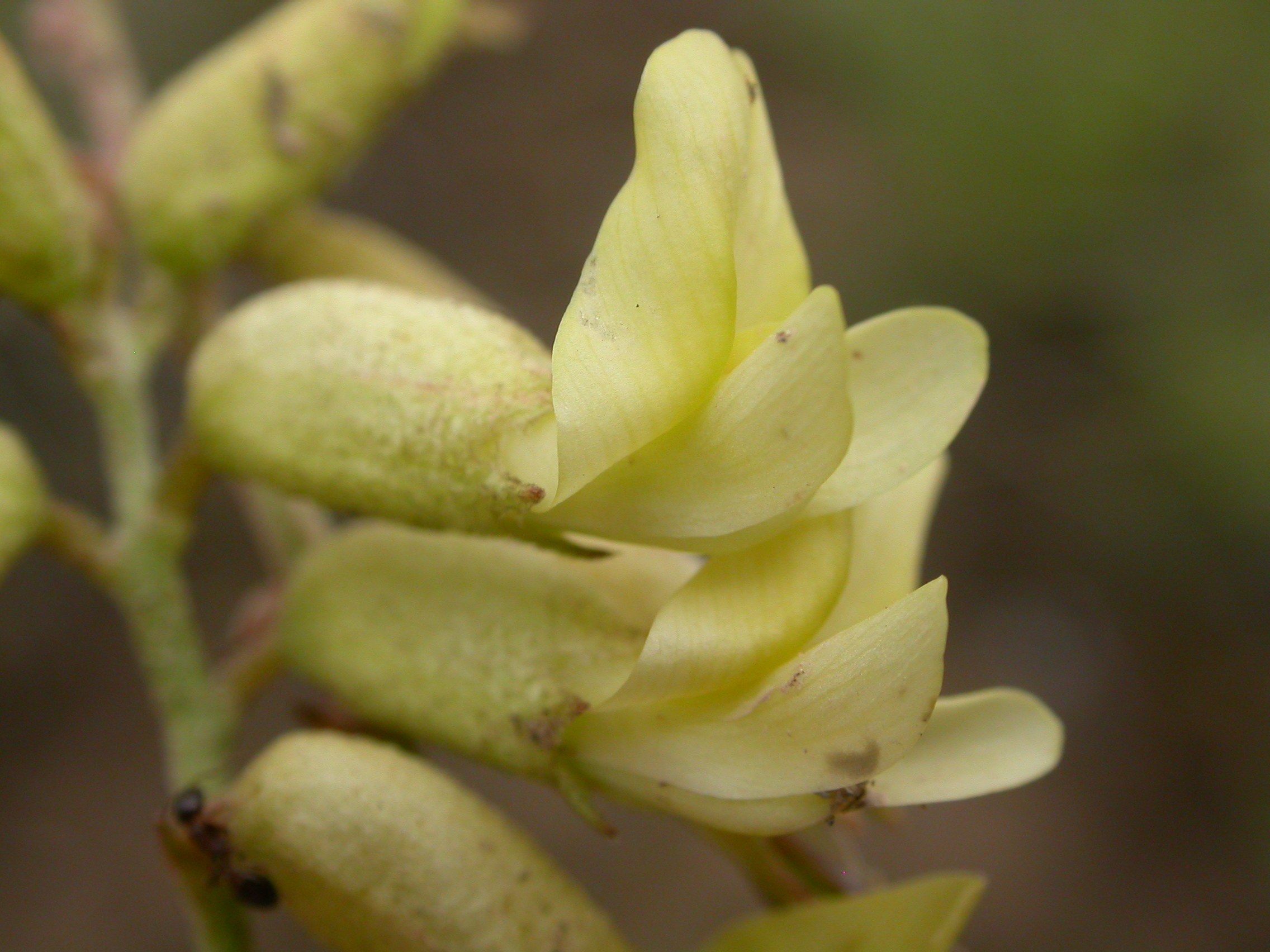